# Фош-де-Аросе
Фош-де-Аросе (порт. Foz de Arouce)  —  район (фрегезия) в Португалии,  входит в округ Коимбра. Является составной частью муниципалитета  Лозан. Находится в составе крупной городской агломерации Большая Коимбра. По старому административному делению входил в провинцию Бейра-Литорал. Входит в экономико-статистический  субрегион Пиньял-Интериор-Норте, который входит в Центральный регион. Население составляет 1112 человека на 2001 год. Занимает площадь 16,28 км².